# Ngudikan
Ngudikan is een bestuurslaag in het regentschap Nganjuk van de provincie Oost-Java, Indonesië. Ngudikan telt 4713 inwoners (volkstelling 2010).